# Monte Dos Hermanas
El monte Dos Hermanas o cerro de la Silla (según la toponimia argentina) es una elevación de 327 m s. n. m. ubicada al oeste de Puerto Argentino/Stanley en el este de la isla Soledad, en las Islas Malvinas.
El nombre en castellano es de antigua data y hace alusión a la forma de una silla de montar que presenta este accidente orográfico.
En la guerra de las Malvinas en 1982 fue escenario de la batalla del monte Dos Hermanas durante los días 11 y 12 de junio. El río Murrell, que nace en el Monte Challenger, recibe afluentes de este monte.